# Marco Sifuentes
Marco Sifuentes Quintana (Lima, 4 de mayo de 1979), también conocido por el seudónimo Ocram, es un periodista, columnista y escritor peruano. Desde el 16 de marzo del 2020 presenta y dirige el mini noticiero La Encerrona. Reside en Madrid (España).

## Biografía
Hijo de Víctor Sifuentes y Rosa Quintana. Estudió periodismo en la Facultad de Ciencias y Artes de la Comunicación de la Pontificia Universidad Católica del Perú, a donde ingresó en 1996.
A la par, Marco Sifuentes incursionó en Internet en Perú en 1993 al obtener su dirección de correo electrónico. En ese entonces, se dedicaba a la creación de páginas web.
A fines de 1999, fue nombrado Editor Digital de imediaperu.com, sitio de investigación periodística dirigido por Cecilia Valenzuela. Al año siguiente, sería nombrado Editor General de Agenciaperu.com, una web fundada por él junto a Cecilia Valenzuela, César Hildebrandt Chávez y Gerardo Barraza. Agencia Perú pronto se convirtió en una productora de programas periodísticos de investigación y, así, lanzó los programas Entrelíneas (2001 - 2003) y La Ventana Indiscreta (2003 - 2009).
Entre 2015 y 2017 fue comentarista del programa Exiliados por Radio Nacional junto a Renato Cisneros, Jaime Rodríguez, Ana Trelles y Raúl Tola.

## Carrera periodística

### Prensa escrita
Sifuentes fue asesor del Vicerrector de la PUCP entre los años 2009 y 2011. En esos años, llevó la maestría de Ciencia Política en dicha universidad. Del 2011 al 2013 fue Editor de Publicaciones del Instituto Prensa y Sociedad del Perú (IPYS), que en ese entonces producía el portal Infos.pe.
Condujo un programa de televisión, En contacto, en ATV+ en 2014 y formó parte del ISIL como profesor del curso de Periodismo de Investigación, y desde agosto de 2015 fue consultor de las publicaciones de la Red Científica Peruana, RCP (La Mula, Útero.pe, Revista Poder).
Fue columnista en Perú.21 entre 2009 y principios de 2012 (con una columna titulada «Perú 2 punto 1») y del periódico La República entre 2012 y 2015 (con una columna titulada «Ya lo pasado, pasado»). Desde 2016 a 2018 tuvo una columna semanal en el Rincón del Autor de El Comercio. Desde finales de los años 2010 tuvo una columna dominical en La República.

### Internet

#### El útero de MaritayLa Mula

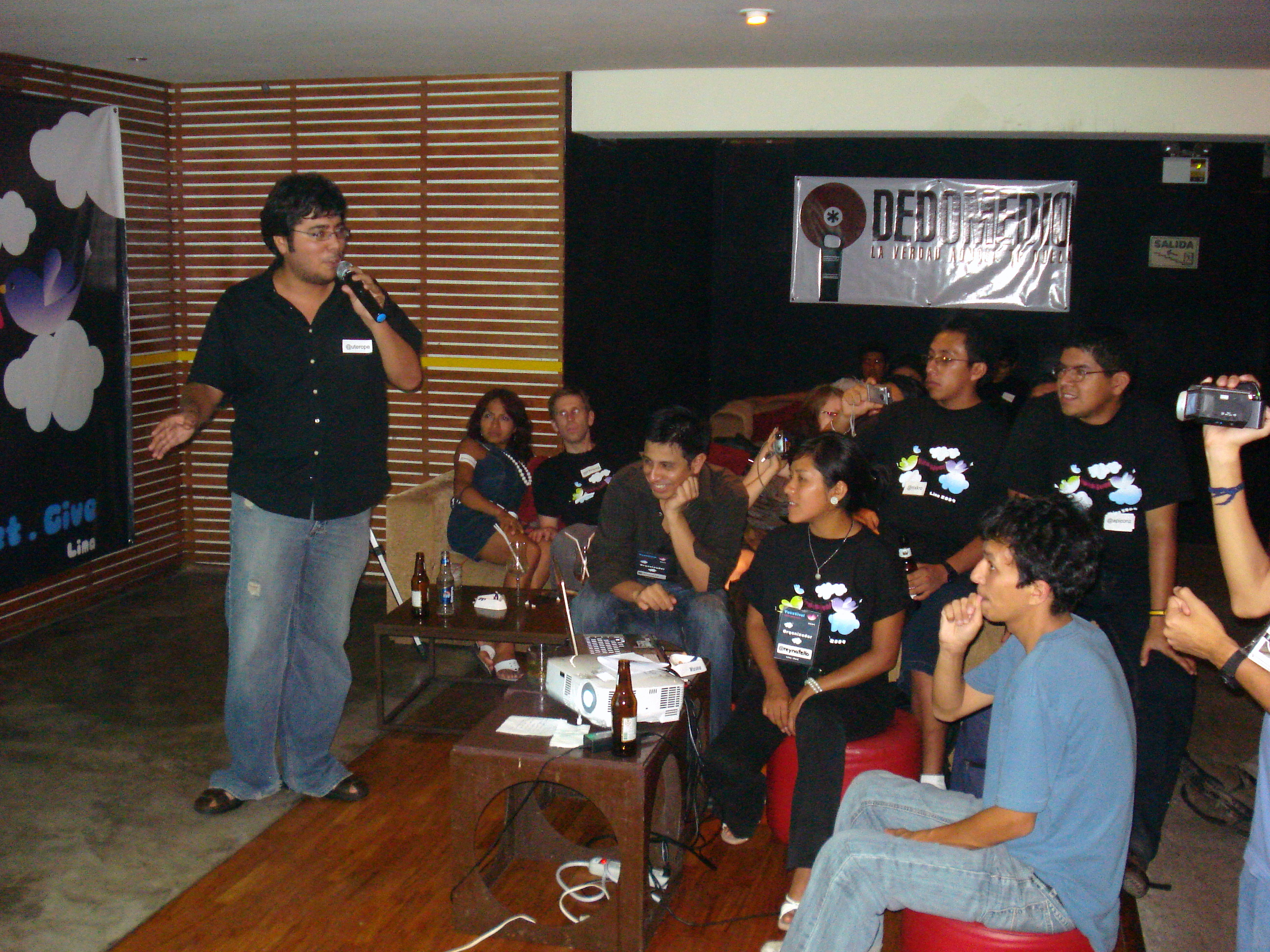
Sifuentes como bloguero de Útero en un evento social de 2009.

En agosto de 2005, cuando aún era reportero del programa periodístico La Ventana Indiscreta, Sifuentes crea «El útero de Marita», un blog pionero en cuanto a producción periodística peruana en Internet. Sifuentes lo describió como una «página web a prueba de tontos», donde se publicaban dos entradas de forma regular. En enero de 2008, Sifuentes renuncia a Agenciaperu.com y lanza «Utero.TV», una plataforma de reportajes en vídeo a través de YouTube, en paralelo al relanzamiento de su blog.
«El útero de Marita» contribuyó significativamente a desvelar el escándalo de los petroaudios, teniendo un notable impacto en los medios de comunicación. A pesar del apoyo de la incubadora tecnológica Inventarte para su lanzamiento semanal, no logró generar una rentabilidad comercial significativa.
En junio de 2009, Sifuentes lanzó con Rolando Toledo de la Red Científica Peruana «lamula.pe», en ese momento diseñada como una plataforma de periodismo ciudadano frente al avance incontenible de las redes sociales, que amenazaban con desplazar a los blogs. Esta iniciativa fue reconocida por la Coordinadora Nacional de Derechos Humanos con un galardón en 2011.
En ese mismo año, Sifuentes es nombrado el «periodista peruano más influyente de Internet» por la Encuesta del Poder de la revista Semana Económica. Sifuentes mantendrá ese título en cada una de las siguientes encuestas anuales hasta el año 2016.
A finales del 2014, Sifuentes relanza su blog –ahora llamado simplemente «utero.pe»– con una investigación serializada sobre la Asociación Peruana de Autores y Compositores (APDAYC). Las entregas se agrupan bajo la etiqueta de #intervenganAPDAYC y desencadenan investigaciones de la policía peruana, Indecopi y el Congreso. En el 2015, mientras es finalista del premio Excelencia Periodística 2015 de la Sociedad Interamericana de Prensa, se lanza un vídeo resumen de los 10 años del blog.
En agosto de 2016, Sifuentes se retira de la dirección del blog y deja la edición general a cargo de Víctor Caballero, youtuber conocido por El Diario de Curwen. El blog continuó ganando notoriedad cuando Caballero reveló evidencias de plagio de Juan Luis Cipriani en sus columnas de opinión. Para los siguientes años, útero.pe cuenta con tres periodistas de planta y una veintena de colaboradores habituales.

#### La Encerrona
Luego de retirarse como bloguero y limitarse como columnista de La República, en marzo de 2020, Marco Sifuentes inició la transmisión del miniprograma informativo La Encerrona desde su domicilio, en múltiples plataformas digitales. Este programa, que surgió como respuesta al contexto de aislamiento social obligatorio generado por la pandemia por el COVID-19, se basó en la investigación de fuentes científicas. Posteriormente, se centró en la política peruana desde un enfoque socioliberal y alternativo a la influencia de los medios tradicionales, con una narración sencilla y de fácil entendimiento.
El programa está estructurado originalmente en tres bloques de cinco minutos cada uno. En uno de ellos, el presentador aborda temas de opinión, mientras que en el tercero se incorpora eventos culturales. Además, el programa recurre a bases de datos de acceso público, como el registro de visitas a instituciones públicas (Manolo) y el buscador de antecedentes penales de candidatos electorales (Club Otorongo). Tanto el programa como las bases de datos son financiados por los usuarios.
El programa ganó notoriedad al revelar la información que dio inicio al caso Rolex. Este hito, junto con la Encuesta del Poder de la revista Semana Económica, posicionaron a Sifuentes como «el periodista más influyente de internet, blogs y redes sociales» en 2020. En 2023, el reconocimiento fue reiterado por la misma revista, obteniendo un 61 % de las menciones.

#### Otros proyectos

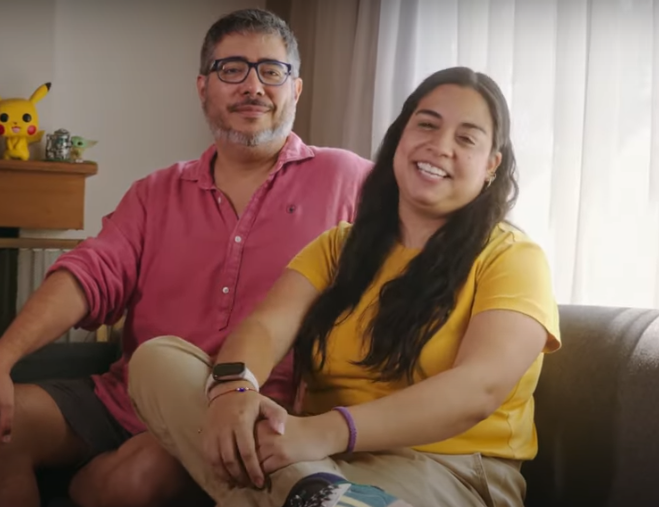
Marco Sifuentes y la productora de Canal Ya, Romina Badoino, en 2025.

En noviembre de 2024, Marco Sifuentes estrenó en su canal de YouTube Canal Ya, una plataforma de streaming en vivo producida por Romina Badoino, centrada en el periodismo cultural y social. La plataforma se realiza desde los estudios de la Red Científica Peruana. Cuenta con los programas Globalnomics (dirigido por la periodista y expresentadora de TV Perú, Carla Harada), La chismería (coconducido por la actriz Andrea Brissolese) y Kepashow (conducido por Badoino y Kiwi).

## Publicaciones

### Historieta
- Señorita Laura de Marco Sifuentes (guion e investigación), Hernán Migoya y Ricardo Montes. Editorial Planeta. 2015.[35] Ganador del Premio Luces 2015 al Mejor Cómic Peruano.[36]

### No ficción
- El último cartucho. Cómo ganamos 50.000 km2 de mar en la Corte de La Haya de Martín Riepl y Marco Sifuentes. Editorial Planeta. 2014.[37]
- H & H. Escenas de la vida conyugal de Ollanta Humala y Nadine Heredia (en colaboración con Jonathan Castro). Editorial Planeta. 2018, 352pp.[38]
- K. O. P.P.K. Caída pública y vida secreta de Pedro Pablo Kuczynski  (en colaboración con Jonathan Castro). Editorial Planeta. 2019, 392pp.[39]
- La encerrona. Editorial Planeta. 2020, 184pp.[40]
- Casi bicentenarios: Una selección de mentes y experiencias peruanas sobre el año que cambió al mundo. Editorial Planeta. 2021, 252pp.[41]
- Perú bizarro. Editorial Planeta. 2022.[42]
- Rolexgate. La historia detrás de los relojes, las joyas y los waykis (en coautoría con Ernesto Cabral). Editorial Planeta. 2024.[43]
- La marcha del fin del mundo. Editorial Planeta. 2025.[44][45]